# Шахов, Андрей Исаевич
Андрей Исаевич Шахов (07.11.1911 — 18.04.1997) — советский военнослужащий, участник Великой Отечественной войны, Герой Советского Союза, начальник политотдела 41-й гвардейской стрелковой дивизии 4-й гвардейской армии 3-го Украинского фронта, гвардии полковник.

## Биография
Родился 7 ноября 1911 года в селе Новополтавка ныне Ермаковского района Красноярского края. Член ВКП(б)/КПСС с 1937 года. В 1934 году окончил Высшую коммунистическую сельскохозяйственную школу в Новосибирске. Работал заместителем директора совхоза в Ермаковском районе.
В 1934 году призван в ряды Красной Армии. В 1935 году окончил полковую школу, в 1941 году — первый курс Военно-политической академии. В боях Великой Отечественной войны с сентября 1941 года. Воевал на 3-м Украинском фронте.
Начальник политотдела 41-й гвардейской стрелковой дивизии гвардии полковник А. И. Шахов хорошей организацией партийно-политической работы обеспечил форсирование дивизией Дуная 25 ноября 1944 года, освобождение города Мохач и успешное развитие наступления в глубину обороны противника.
Указом Президиума Верховного Совета СССР от 28 апреля 1945 года за образцовую организацию партийно-политической работы при форсировании реки Дунай, освобождении Венгрии и проявленные при этом личное мужество и героизм гвардии полковнику Андрею Исаевичу Шахову присвоено звание Героя Советского Союза с вручением ордена Ленина и медали «Золотая Звезда».
После окончания Великой Отечественной войны окончил курсы переподготовки политического состава при Военно-политической академии. С 1961 года — в запасе. Жил в Киеве. Работал председателем объединённого комитета профсоюза строительного управления Киевского военного округа. Скончался 18 апреля 1997 года. Похоронен в Киеве на Лесном кладбище.
Награждён орденом Ленина, тремя орденами Красного Знамени, двумя орденами Отечественной войны 1-й степени, орденом Отечественной войны 2-й степени, двумя орденами Красной Звезды, медалями, иностранным орденом.